# داك تايلز (لعبة فيديو)
داك تايلز (بالإنجليزية: DuckTales)‏ (باليابانية: わんぱくダック夢冒険) ، هي لعبة فيديو من نوع أكشن ومغامرات، أنتج اللعبة سنة 1989 بالولايات المتحدة الأمريكية، وأعيد إصدارها عام 2013م مايعرف "داك تايلز ريمستاريد ، وهي الجزء الأول من سلسلة عم دهب التي أنتجها شركة كابكوم.

## وصلة خارجية
- داك تايلز على موقع IMDb (الإنجليزية)

- DuckTales على موبي غيمز